# Strongylostoma radiatum
Strongylostoma radiatum är en plattmaskart. Strongylostoma radiatum ingår i släktet Strongylostoma och familjen Typhloplanidae. Inga underarter finns listade i Catalogue of Life.